# Parlamentsvalget i El Salvador 2009
Der blev afholdt parlamentsvalg i El Salvador 18. januar 2009. Det venstreorienterede parti Frente Farabundo Martí para la Liberación Nacional (FMLN) forventedes, for første gang, at vinde flest sæder mod det nationalistiske konservative Frente Farabundo Martí para la Liberación Nacional (ARENA). AREBA gik 1 procentpoint tilbage, og mistede dermed 2 sæder siden sidste valg, mens FMLN gik 2,9 procentpoint frem og vandt 35 sæder, 3 flere end ved sidste valg.

## Resultater
| Parti | Parti                                              | Antal stemmer | Stemmer i procent | Ændring fra 2006 | Antal mandater | Ændring fra 2006 |
| ----- | -------------------------------------------------- | ------------- | ----------------- | ---------------- | -------------- | ---------------- |
|       | Frente Farabundo Martí para la Liberación Nacional | 943.936       | 42,60             | + 2,9            | 35             | +3               |
|       | Alianza Republicana Nacionalista                   | 854.166       | 38,55             | - 0,85           | 32             | -2               |
|       | Partido de Conciliación Nacional                   | 194.751       | 8,79              | - 2,21           | 11             | +1               |
|       | Partido Demócrata Cristiano                        | 146.904       | 6,63              | - 0,17           | 5              | -1               |
|       | Cambio Democrático                                 | 46.971        | 2,12              | - 0,98           | 1              | -1               |
|       | Frente Democrático Revolucionario                  | 21.154        | 0,95              | - 0,95           | 0              | 0                |
|       | PDC-FDR                                            | 7.707         | 0,35              | + 0,35           | 0              | 0                |